# P (complessità)

Diagramma di Eulero-Venn per le classi di complessità P, NP, NP-completo e NP-hard

Nella teoria della complessità computazionale, P, anche conosciuto come PTIME o DTIME(nO(1)), è una delle più importanti classi di complessità. Contiene tutti i problemi decisionali che possono essere risolti da una macchina di Turing deterministica usando una quantità polinomiale di tempo di computazione, o tempo polinomiale.
La tesi di Cobham asserisce che P è la classe di problemi computazionali che sono "risolvibili efficientemente" o "trattabili"; in pratica, qualche problema che non si sa essere in P ha soluzioni pratiche, e qualche problema in P non ne ha.

## Definizione
Un linguaggio L è in P se e solo se esiste una macchina di Turing deterministica M tale che
- M viene eseguita in tempo polinomiale per tutti gli input
- Per tutti gli x in L, M restituisce in output 1
- Per tutti gli x non in L, M restituisce in output 0

P può anche essere vista come una famiglia uniforme di circuiti booleani. Un linguaggio L è in P se e solo se esiste una famiglia di circuiti booleani a tempo polinomiale uniforme {\displaystyle \{C_{n}:n\in \mathbb {N} \}}, tale che
- Per ogni {\displaystyle n\in \mathbb {N} }, {\displaystyle C_{n}} prende n bit come input e restituisce 1 bit in output
- Per ogni x in L, {\displaystyle C_{|x|}(x)=1}
- Per ogni x non in L, {\displaystyle C_{|x|}(x)=0}

## Problemi notevoli in P
Si sa che P contiene molti problemi naturali, incluse le versioni decisionali di programmazione lineare, calcolare il massimo comun divisore e trovare la corrispondenza massima. Nel 2002 è stato mostrato che il problema del determinare se un numero è primo è in P. La classe relativa di problemi funzionali è FP
Diversi problemi naturali sono completi per P, inclusa la raggiungibilità su grafi. L'articolo su problemi P-completi lista ulteriori problemi rilevanti in P.